# خربة قمران

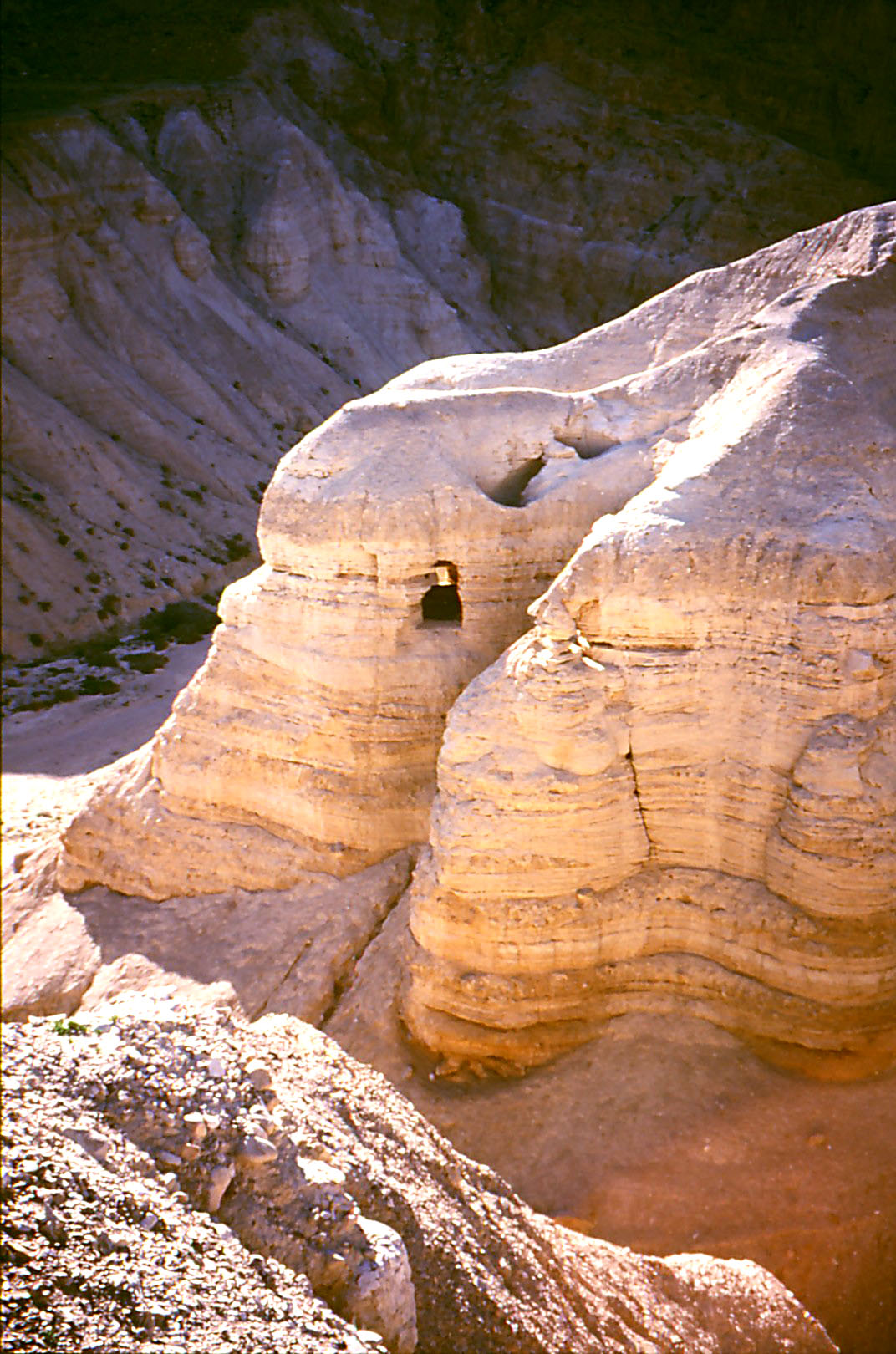
كهف في خربة قمران

خربة قمران موقع أثري صغير الحجم، يقع على شواطئ البحر الميت على مقربة بضع كيلو مترات جنوبي أريحا في الأراضي الفلسطينية المحتلة، اكتسب شهرته العالمية بسبب عثور بدو من قبيلة التعامرة مخطوطات البحر الميت فيه، وقبل العثور على المخطوطات لم يكن معروفاً إلا عند القليل من علماء الآثار.
أول زيارة كانت للموقع من قبل علماء الآثار في أواخر القرن العشرين. بدأت الحفريات هناك في عام 1950 م وكانت عبارة عن تنقيبات تجريبية.

## التسمية
من أبرز أحداث تاريخ الآثار اكتشاف قمران و مخطوطاتها القديمة التي تُعد من أروع المكتشفات في العصر الحديث[وفقًا لِمَن؟]. ويقول عالم الآثار يغال يدين «إن اكتشاف قمران يُعد من أهم اكتشافات في الأرض المقدسة في مجال الكتاب المقدس والتاريخ وتاريخ اليهودية والمسيحية.»
واختلف الباحثون على معنى قمران، فبعضهم يرى أنه اسم عربي مشتق من كلمة (قُمرة) أي لون البياض المائل إلى الخضرة نسبة للون أرضها الكلسية البيضاء الضاربة للون الأخضر لما بتخللها من النباتات المفيدة للرعي، وآخرون يرون أن قمران مثنى قمر إذ يعكس القمر ضوءه على سطح البحر الميت الجاور للمنطقة، فيظهر وجهان للقمر ومنهما جاءت كلمة قمران، ويعتقد البعض الآخر أن قمران نسبة إلى إحدى القبائل التي كانت تحمل اسم قمر التي سكنت تلك المنطقة من البدو.
لم يرد اسم قمران في الكتاب المقدس، إنما من الأرجح أن قمران كانت تُدعى (سكاكة) أو (مدينة الملح) المذكورتين في جدول مدن يهوذا وذلك في عهد الملوكية في القرن الثامن قبل الميلاد وعهد الهيكل الثاني (سفر يشوع 15 :62-61) .